# Coupe d'Italie de basket-ball
La Coupe d'Italie (en italien : Coppa Italia di pallacanestro) est une compétition de basket-ball en Italie.

## Historique
Née en 1967, la compétition n'a pas été organisée entre 1975 et 1983. Depuis 2000 elle est organisée sous le nom de Final Eight, en février, et regroupe les 8 premières équipes du championnat, à l'instar de la Copa del Rey espagnole.

## Palmarès
| Saison                        | Vainqueur                   | Score        | Finaliste                  | Salle                    | Lieu                | MVP                 |              |
| ----------------------------- | --------------------------- | ------------ | -------------------------- | ------------------------ | ------------------- | ------------------- | ------------ |
| 1967–1968                     | Partenope Naples            | 93–68        | Cassera Bologne            | PalaDozza                | Bologne             | Non décerné         |              |
| 1968–1969                     | Ignis Varese                | 73–72        | Partenope Naples           | Palazzo dello Sport      | Rome                | Non décerné         |              |
| 1969–1970                     | Ignis Varese                | 74–66        | Simmenthal Milan           | Palazzo dello Sport      | Rome                | Non décerné         |              |
| 1970–1971                     | Ignis Varese                | 83–60        | Partenope Naples           | PalaBarsacchi            | Viareggio           | Non décerné         |              |
| 1971–1972                     | Simmenthal Milano           | 81–77        | Ignis Varese               | PalaRuffini              | Turin               | Non décerné         |              |
| 1972–1973                     | Ignis Varese                | 94–65        | Saclà Asti                 | Pala E.I.B.              | Brescia             | Non décerné         |              |
| 1973–1974                     | Norda Bologna               | 90–74        | Rino Snaidero Udine        | PalaLaghetto             | Vicence             | Non décerné         |              |
| 1974–1983                     | Non disputée                | Non disputée | Non disputée               | Non disputée             | Non disputée        | Non disputée        | Non disputée |
| 1983–1984                     | Granarolo Bologna           | 80–78        | Indesit Caserta            | PalaDozza                | Bologne             | Non décerné         |              |
| 1984–1985                     | Scavolini Pesaro            | 186–184      | Ciaocrem Varese            | PalaIgnis & Palasport    | Varèse & Pesaro     | Non décerné         |              |
| 1985–1986                     | Simac Milano                | 102–92       | Scavolini Pesaro           | PalaDozza                | Bologne             | Non décerné         |              |
| 1986–1987                     | Tracer Milano               | 95–93        | Scavolini Pesaro           | PalaDozza                | Bologne             | Non décerné         |              |
| 1987–1988                     | Snaidero Caserta            | 113–100      | Divarese Varese            | PalaDozza                | Bologne             | Non décerné         |              |
| 1988–1989                     | Knorr Bologne               | 96–93        | Snaidero Caserta           | PalaDozza                | Bologne             | Non décerné         |              |
| Apparition du Final Four      |                             |              |                            |                          |                     |                     |              |
| 1989–1990                     | Knorr Bologne               | 94–83        | il Messaggero Roma         | PalaGalassi              | Forlì               | Non décerné         |              |
| 1990–1991                     | Glaxo Verona                | 97–85        | Philips Milano             | PalaDozza                | Bologne             | Non décerné         |              |
| 1991–1992                     | Scavolini Pesaro            | 95–92        | Benetton Treviso           | PalaGalassi              | Forlì               | Non décerné         |              |
| 1992–1993                     | Benetton Treviso            | 75–73        | Knorr Bologna              | PalaGalassi              | Forlì               | Non décerné         |              |
| 1993–1994                     | Benetton Treviso            | 78–61        | Glaxo Verona               | PalaMalaguti             | Casalecchio di Reno | Davide Bonora       |              |
| 1994–1995                     | Benetton Treviso            | 81–77        | illycaffè Trieste          | PalaMalaguti             | Casalecchio di Reno | Orlando Woolridge   |              |
| 1995–1996                     | Stefanel Milano             | 90–72        | Riello Mash Verona         | Fila Forum               | Assago              | Rolando Blackman    |              |
| 1996–1997                     | Kinder Bologne              | 75–67        | Polti Cantù                | PalaMalaguti             | Casalecchio di Reno | Bane Prelević       |              |
| 1997–1998                     | Teamsystem Bologne          | 73–55        | Benetton Treviso           | PalaMalaguti             | Casalecchio di Reno | Carlton Myers       |              |
| 1998–1999                     | Kinder Bologne              | 65–63        | Varese Roosters            | PalaMalaguti             | Casalecchio di Reno | Alessandro Frosini  |              |
| Transformation en Final Eight |                             |              |                            |                          |                     |                     |              |
| 1999–2000                     | Benetton Treviso            | 78–59        | Kinder Bologne             | PalaPentimele            | Reggio Calabria     | Denis Marconato     |              |
| 2000–2001                     | Kinder Bologne              | 83–58        | Scavolini Pesaro           | PalaGalassi              | Forlì               | Rashard Griffith    |              |
| 2001–2002                     | Kinder Bologne              | 79–77        | Montepaschi Siena          | PalaGalassi              | Forlì               | Manu Ginóbili       |              |
| 2002–2003                     | Benetton Treviso            | 86–77        | Oregon Scientific Cantù    | PalaGalassi              | Forlì               | Tyus Edney          |              |
| 2003–2004                     | Benetton Treviso            | 85–76        | Scavolini Pesaro           | PalaGalassi              | Forlì               | Jorge Garbajosa     |              |
| 2004–2005                     | Benetton Treviso            | 74–64        | Bipop Carire Reggio Emilia | PalaGalassi              | Forlì               | Massimo Bulleri     |              |
| 2005–2006                     | Carpisa Napoli              | 85–83        | Lottomatica Roma           | PalaGalassi              | Forlì               | David Hawkins       |              |
| 2006–2007                     | Benetton Treviso            | 67–65        | VidiVici Bologna           | Futurshow Station        | Casalecchio di Reno | Spencer Nelson      |              |
| 2007–2008                     | Air Avellino                | 73–67        | La Fortezza Bologna        | Futurshow Station        | Casalecchio di Reno | Devin Smith         |              |
| 2008–2009                     | Montepaschi Siena           | 70–69        | La Fortezza Bologna        | Futurshow Station        | Casalecchio di Reno | Shaun Stonerook     |              |
| 2009–2010                     | Montepaschi Siena           | 83–75        | Canadian Solar Bologna     | Palasport Del Mauro      | Avellino            | Shaun Stonerook (2) |              |
| 2010–2011                     | Montepaschi Siena           | 79–72        | Bennet Cantù               | Palasport Olimpico       | Turin               | Kšyštof Lavrinovič  |              |
| 2011–2012                     | Montepaschi Siena (révoqué) | 88–71        | Bennet Cantù               | Palasport Olimpico       | Turin               | David Andersen      |              |
| 2012–2013                     | Montepaschi Siena (révoqué) | 77–74        | Cimberio Varese            | Mediolanum Forum         | Assago              | Daniel Hackett      |              |
| 2013–2014                     | Banco di Sardegna Sassari   | 80–73        | Montepaschi Siena          | Mediolanum Forum         | Assago              | Travis Diener       |              |
| 2014–2015                     | Banco di Sardegna Sassari   | 101–94       | EA7 Emporio Armani Milano  | PalaDesio                | Desio               | David Logan         |              |
| 2015–2016                     | EA7 Emporio Armani Milano   | 82–76        | Sidigas Avellino           | Mediolanum Forum         | Assago              | Rakim Sanders       |              |
| 2016–2017                     | EA7 Emporio Armani Milano   | 84–74        | Banco di Sardegna Sassari  | Centro Fieristico Rimini | Rimini              | Ricky Hickman       |              |
| 2017–2018                     | Fiat Torino                 | 69–67        | Germani Brescia            | Nelson Mandela Forum     | Florence            | Vander Blue         |              |
| 2018–2019                     | Vanoli Cremona              | 84–74        | New Basket Brindisi        | Nelson Mandela Forum     | Florence            | Drew Crawford       |              |
| 2019-2020                     | Reyer Venise Mestre         | 73–67        | Happy Casa Brindisi        | Adriatic Arena           | Pesaro              | Austin Daye         |              |
| 2020–2021                     | AX Armani Exchange Milano   | 87–59        | Carpegna Prosciutto Pesaro | Mediolanum Forum         | Assago (Milan)      | Luigi Datome        |              |
| 2021–2022                     | AX Armani Exchange Milano   | 78–61        | Bertram Tortona            | Vitrifrigo Arena         | Pesaro              | Malcolm Delaney     |              |
| 2022–2023                     | Germani Brescia             | 84–76        | Virtus Segafredo Bologna   | Pala Alpitour            | Turin               | Amedeo Della Valle  |              |
| 2023–2024                     | Napoli Basket               | 77–72        | Olimpia Milan              | Pala Alpitour            | Turin               | Michał Sokołowski   |              |
| 2024–2025                     | Aquila Basket Trente        | 79–63        | Olimpia Milan              | Pala Alpitour            | Turin               | Quinn Ellis         |              |

## Bilan par club
| Club                 | Titres | Finales | Année(s)                                         |
| -------------------- | ------ | ------- | ------------------------------------------------ |
| Virtus Bologne       | 8      | 7       | 1974, 1984, 1989, 1990, 1997, 1999, 2001, 2002   |
| Trévise              | 8      | 2       | 1993, 1994, 1995, 2000, 2003, 2004, 2005, 2007   |
| Olimpia Milan        | 8      | 3       | 1972, 1986, 1987, 1996, 2016, 2017, 2021, 2022   |
| Varèse               | 4      | 5       | 1969, 1970, 1971, 1973                           |
| Mens Sana Basket     | 3      | 1       | 2009, 2010, 2011, 2012 (révoqué), 2013 (révoqué) |
| Victoria Libertas    | 2      | 4       | 1985, 1992                                       |
| Dinamo Sassari       | 2      | 1       | 2014, 2015                                       |
| Napoli Basket        | 2      | 0       | 2006, 2024                                       |
| Partenope Naples     | 1      | 2       | 1968                                             |
| JuveCaserta          | 1      | 2       | 1988                                             |
| Scaligera Vérone     | 1      | 2       | 1991                                             |
| Fortitudo Bologne    | 1      | 1       | 1998                                             |
| Felice Scandone      | 1      | 1       | 2008                                             |
| Brescia              | 1      | 1       | 2023                                             |
| Auxilium Torino      | 1      | 0       | 2018                                             |
| Vanoli Cremona       | 1      | 0       | 2019                                             |
| Reyer Venezia        | 1      | 0       | 2020                                             |
| Aquila Basket Trente | 1      | 0       | 2025                                             |
| Cantù                | 0      | 4       |                                                  |
| Virtus Rome          | 0      | 2       |                                                  |
| Libertas Asti        | 0      | 1       |                                                  |
| Amatori Udine        | 0      | 1       |                                                  |
| Trieste              | 0      | 1       |                                                  |
| Reggiana             | 0      | 1       |                                                  |
| New Basket Brindisi  | 0      | 1       |                                                  |
| Derthona Basket      | 0      | 1       |                                                  |